# فيرخوتوريي
فيرخوتوريي (بالروسية: Верхотурье) هي إحدى مدن روسيا في الكيان الفدرالي الروسي أوبلاست سفردلوفسك.